# Свобода или смърт
 Тази статия е за революционния девиз.  За други значения вижте Свобода или смърт (пояснение).  
Свобода или смърт (изписване до 1945 година: Свобода или смърть; на гръцки: Ελευθερία ή Θάνατος; на сръбски: Слобода или смрт; на македонска литературна норма: Слобода или смрт; на босненски: Слобода или смрт; на черногорски: Слобода или смрт) е революционен девиз, използван в националноосвободителните борби на Балканите.
Първоначалният вариант на израза е на Патрик Хенри от 23 март 1775 г., произнесен във Вирджиния по време на Американската война за независимост. Той гласи: „Дайте ми свобода или ми дайте смърт!“ (на английски: Give me Liberty, or give me Death!).

## Гърция
По време на въстанието за независимост в Гърция, на 25 март 1821 г. в Агия Лавра, пред знамето с образа на Успение Богородично, всички полагат клетва към делото с тези „свети“ думи. Гръцките революционери в Морея, предвождани от Петро бей, използват девиза за боен повик. След освобождението си гръцката държава го приема за държавен девиз, а 9-те бели и сини ивици на националното знаме на Гърция символизират всяка 1 от 9-те срички на националния девиз (Ε-λευ-θε-ρί-α ή Θά-να-τος).

## България
За Първата българска легия Раковски поръчва знаме и печат с надпис „Свобода или смърт". Легионерите носят мундир от бял шаяк и калпаци, на които са прикрепени метални лъвчета с надпис „Свобода или смърт". Българските въстаници през Априлското въстание също използват девиза „Свобода или смърт“ на знамената си. Иван Вазов пише стихотворението „Свобода или смърт“ през 1876 г. Създадената през 1893 г. Вътрешна македоно-одринска революционна организация също приема „Свобода или смърт“ за основен девиз, който е използван за печатите, знамената и 2 вестника на ВМОРО и ВМРО – „Свобода или смърт“, издаван от Пейо Яворов през 1903 г., и „Свобода или смърт“, издаван от 1924 до 1934 г. Девизът е използван и от Върховния македоно-одрински комитет между 1894 и 1904 г.

## Сърбия
Сръбските четници също приемат девиза, като го изписват на черно знаме с череп и кости и допълнение „За краля и родината“.
- Флаг на четниците
- Гръцкото национално знаме
- Окръжно на ВМОРО от 1902 година, на знамето се чете „Свобода или смърт“

## В изкуството
- Liberty or Death – студиен албум и песен на немската хеви метъл банда Грейв Дигър от 2007 г.